# Nava de Francia
Nava de Francia là một đô thị ở tỉnh Salamanca, cộng đồng tự trị Castile và Leon, Tây Ban Nha. Đô thị này có cự ly 75 km so với tỉnh lỵ Salamanca.
Tại thời điểm năm 2003, dân số đô thị này là 157 người với 80 nam giới và 77 nữ giới. Diện tích là 16,51 km². Khu vực này có độ cao 1041 m trên mực nước biển.
Mã số bưu chính là 37623.